# Cnemarchus
Cnemarchus is een geslacht van zangvogels uit de familie tirannen (Tyrannidae).

## Soorten
Het geslacht kent de volgende twee soorten:
- Cnemarchus erythropygius  – Roodstuitstruiktiran
- Cnemarchus rufipennis  – Roodvleugelstruiktiran